# Neve Dekalim
Neve Dekalim (hebrejsky נְוֵה דְּקָלִים nebo נווה דקלים, doslova Palmová oáza) byla izraelská osada v Pásmu Gazy, v bloku izraelských osad Guš Katif a v Oblastní radě Chof Aza, která byla v roce 2005 vyklizena v rámci Izraelského plánu jednostranného stažení.
Nacházela se v nadmořské výšce cca 30 metrů v jižní části Pásma Gazy. Neve Dekalim ležela cca 25 kilometrů jihozápadně od centra města Gaza, cca 90 kilometrů jihozápadně od centra Tel Avivu a cca 100 kilometrů jihozápadně od historického jádra Jeruzalému. Osada Neve Dekalim byla na dopravní síť napojena pomocí hlavní komunikace v bloku Guš Katif, která pak umožňovala výjezd z Pásma Gazy, a to buď přes hraniční přechod Sufa na jihu nebo hraniční přechod Kisufim na severu. Osada měla městský charakter a sloužila jako demografické a správní centrum celého územně souvislého pásu izraelských zemědělských osad Guš Katif, které se táhly podél pobřeží v jižní části Pásma Gazy. Na východní straně byl ovšem tento blok lemován lidnatými palestinskými městy Rafáh a Chán Junis.

## Dějiny
Neve Dekalim ležela v Pásmu Gazy, jehož osidlování bylo zahájeno Izraelem až po jeho dobytí izraelskou armádou, tedy po roce 1967. Jižní část Pásma Gazy poblíž hranic s Egyptem patřila mezi oblasti, kde mělo dojít k zakládání izraelských osad s cílem budoucí anexe tohoto území. Osada Neve Dekalim byla založena v roce 1983 na hřbetu písečných dun s výhledem na Středozemní moře. Od počátku byla plánovaná jako středisková obec, ve které sídlily úřady Oblastní rady Chof Aza, hlavní náboženské instituce, regionální průmysl a obchod. Fungovala zde veřejná knihovna, zdravotní klinika, mateřské školy, základní školy a ješivy.
Během Druhé intifády se bezpečnostní situace v celé oblasti Guš Katif výrazně zhoršila. 24. listopadu 2000 byl poblíž Neve Dekalim zastřelen major izraelské armády. 24. září 2004 pak byla přímo v osadě zabita granátem vystřeleným z palestinských území jedna mladá žena. Za vlády Ariela Šarona byl zformulován plán jednostranného stažení, podle kterého měl Izrael vyklidit všechny osady v Pásmu Gazy. Plán byl i přes protesty obyvatel Guš Katif v létě roku 2005 proveden. Zdejší osady včetně Neve Dekalim byly vystěhovány a jejich zástavba zbořena. Krátce po vyklizení osady do ní vtrhli Palestinci a vyrabovali zařízení zdejších skleníků, které podle původních plánů měly sloužit potřebám palestinského zemědělství.
Obyvatelé Neve Dekalim pak po několik let pobývali v provizorních podmínkách. Po roce 2010 začalo v jižním Izraeli, v regionu Chevel Lachiš, budování nové vesnice Bnej Dekalim, do níž se pak začaly stěhovat první rodiny bývalých osadníků z Neve Dekalim.

## Demografie
Obyvatelstvo obce Neve Dekalim bylo v databázi rady Ješa popisováno jako nábožensky založené. Šlo o středně velké sídlo městského rezidenčního rázu. K 31. prosinci 2004 zde žilo 2636 lidí. Během roku 2004 populace obce vzrostla o 2,8 %.
| Rok            | 1999  | 2000  | 2001  | 2002  | 2003  | 2004  |
| -------------- | ----- | ----- | ----- | ----- | ----- | ----- |
| Počet obyvatel | 2 230 | 2 280 | 2 370 | 2 470 | 2 563 | 2 636 |